# Sperber (Schiff, 1907)
Sperber ist der Name eines Berliner Fahrgastschiffes.

## Geschichte
Das Schiff wurde 1907 bei J. W. Klawitter in Danzig mit der Baunummer 322 gebaut. Von Anfang an trug es den Namen Sperber. Der erste Besitzer der Sperber war die Spandauer Dampfschiffahrts-Gesellschaft für Oberhavel und Tegeler See, die auch das Schwesterschiff Falke bei Klawitter bestellt hatte. Beide Schiffe waren laut Manfred Bluhm ursprünglich 26 m lang, 5,25 m breit, für 287 Personen vorgesehen und mit 125-PS-Compound-Maschinen und zwei Schrauben ausgerüstet. Kurt Groggert nennt dagegen als ursprüngliche Maße 27 m Länge, 5,6 m Breite und eine Zulassung für 311 Personen.
Die Maschine befand sich in der Mitte der Schiffe, vorn und hinten gab es je einen Fahrgastraum unter Deck; auf dem Deck konnten die Fahrgäste auf Bänken Platz nehmen und waren durch eine Persenning vor der Witterung geschützt. Sperber und Falke kosteten je 58.000 Mark. Der Dampfer Sperber befuhr meist die Strecke Tegel-Tegelort-Heiligensee.
Die Reederei, die die beiden Schiffe erworben hatte, ging wenige Wochen nach dem Kauf in der Spree-Havel-Dampfer Schiffahrtsgesellschaft Stern (SHDG Stern) auf, die das Schiff weiterhin hauptsächlich auf dieser Strecke einsetzte. In der Zeit nach dem Ersten Weltkrieg sah die Reederei sich gezwungen, zahlreiche Schiffe zu verkaufen. Der Dampfer Sperber war aber wie sein Schwesterschiff davon nicht betroffen. 1932 ging die SHDG Stern in Konkurs. Der Schiffspark wurde durch den Konkursverwalter an eine Aktiengesellschaft für Industriekredite verkauft, die 1933 die Stern-Dampfer-Gesellschaft mbH gründete, aber ihre Anteile kurz darauf an eine Bank weiterverkaufte.
1934 entstand nach dem Zusammenschluss mit der Teltower Kreisschiffahrt das Unternehmen Stern und Kreisschiffahrt, das fahrplanmäßig nur noch auf der Unterspree verkehrte. Am Namen und Einsatzgebiet des Dampfers Sperber änderte sich durch die verschiedenen Änderungen der Besitzverhältnisse nichts.
1927 erhielt der Dampfer ein festes Dach statt der Persenning, außerdem eine Verkleidung für den Maschinenraum und einen neuen Schornstein. 1930 wurde er auf der Tegelorter Werft überholt. Bis zum Beginn des Zweiten Weltkrieges war das Schiff meist auf der Oberhavel im Einsatz. Nachdem kriegsbedingt die Fahrgastschifffahrt eingestellt worden war, wurde der Dampfer als Schlepper verwendet. Am 2. Dezember 1943 wurde er bei einem Fliegerangriff beschädigt, er konnte aber provisorisch repariert werden und ab April 1944 wieder als Schlepper Dienst tun. Im Februar 1945 gab es aber einen Kesselschaden und das Schiff konnte vorläufig nicht mehr eingesetzt werden. Dadurch entging es aber der Beschlagnahmung, der sämtliche anderen Schiffe der Reederei anheimfielen. Die Sperber lag bis zum Ende der Berlin-Blockade 1949 unbenutzbar auf der Teltow-Werft. Danach wurde mit dem Wiederaufbau des Dampfers begonnen. Er erhielt einen hölzernen Mittelaufbau und ein kleines Sonnendeck und wurde dann zunächst auf den Wannsee verlegt, später aber auch wieder für Fahrten nach Tegel genutzt. 1953/54 erfolgte ein weiterer Umbau auf der Teltow-Werft. Dabei wurde der Bug verändert, der Aufbau komplett geschlossen und das Schiff auf 27 m verlängert. Auf der Betriebsstelle Beelitzhof wurde der Innenausbau vorgenommen. 1953 hatte das Schiff eine Zulassung für den Transport von 340 Personen.
1958 wurde der Dampfer bei Gatow in einen Unfall verwickelt. Er rammte ein Segelboot, dessen Mast ein Fenster des Fahrgastschiffes durchschlug und zwei Fahrgäste verletzte. Der Dampfer fuhr weiter bis zur Freybrücke. Eine Untersuchung des Unfalls ergab, dass der Schiffsführer, der gleichzeitig Betriebsratsvorsitzender der Reederei gewesen war, alkoholisiert gewesen war. Er wurde entlassen.
Zu dieser Zeit gab es in Berlin nur noch sechs Fahrgastschiffe mit Dampfantrieb. Neben der Sperber waren dies die Dampfer Alexander, Poseidon, Siegfried, Hoffnung und Deutschland.  Für die Sperber sollte dieser Zustand wenige Jahre später enden.
Nachdem es 1963 Schwierigkeiten mit dem Dampfkessel gegeben hatte, wurde das Schiff für einige Zeit aus dem Betrieb genommen. Mehrere Umbaumöglichkeiten wurden diskutiert. Schließlich wurde die Sperber um elf Meter verlängert und erhielt einen 307-PS-Dieselmotor statt des Dampfantriebs. Als das Schiff am 3. April 1968 wieder in Fahrt kam, war es 38,60 m lang und für 300 Passagiere zugelassen. Ab diesem Zeitpunkt wurde die Sperber nur noch auf der Linie 1 zwischen Wannsee und Glienicker Brücke eingesetzt. Mit der Wiederinbetriebnahme der Sperber kündigte die Stern und Kreisschiffahrt auch den Bau eines „Superdampfers“ an: Die Havelstern wurde am 8. Mai 1969 getauft. Sie konnte mehr als doppelt so viele Passagiere befördern wie die Sperber.
1975 wurde die Sperber auf einer Briefmarke abgebildet. Für das Jahr 1987 gibt Groggert für die Sperber eine Länge von 38,60 m und eine Breite von 5,63 m an. Zugelassen war das Schiff damals für 300 Passagiere. Bei Schubert findet sich zusätzlich die Angabe, dass die Sperber einen Tiefgang von 1,40 m hat und die Maschine 150 PS hat. Laut Binnenschifferforum sind es seit dem Einbau einer neuen Maschine im Jahr 2005 aber 208 PS.